# Wilhelm Biener

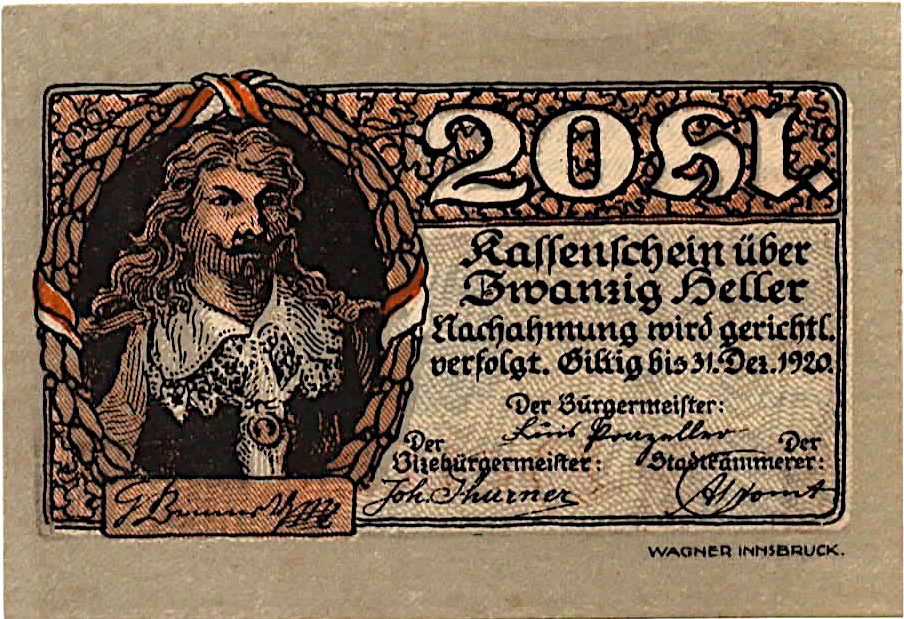
Eine Darstellung Wilhelm Bieners auf einem Notgeldschein von 1920.

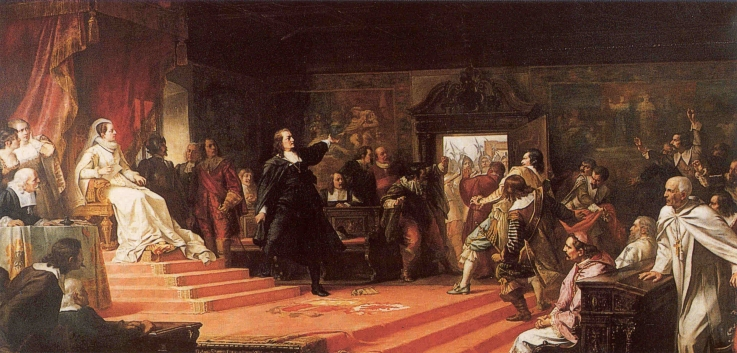
Kanzler Biener verhindert am Tiroler Landtag den Auszug der geistlichen und adligen Opposition, Gemälde von Karl Anrather (1861–1893)

Wilhelm Biener, auch Wilhelm Bienner und Guilielmus Bienner, (* vor 1590 in Lauchheim; † 17. Juli 1651 in Rattenberg (Tirol)) war von 1630 bis zu seiner Bestellung zum Hofkanzler im Jahr 1638 Regimentskanzler („Kanzler von Tirol“) der oberösterreichischen Habsburgischen Lande. Er wurde Opfer eines Justizmordes.

## Berufliche Laufbahn
Wilhelm Biener, Sohn des in Diensten des Deutschen Ordens an der Komturei Kapfenburg tätigen Beamten Christoph Biener und der Nürnberger Patrizierin Ursula Kauz, studierte in Freiburg und Ingolstadt Rechtswissenschaften. Er promovierte 1610 und stand ab 1620 im Dienst des Markgrafen Karl von Burgau und von 1625 bis 1630 in Diensten des bayrischen Kurfürsten, wurde dann von Kaiser Ferdinand II. in den Reichshofrat berufen und Erzherzog Leopold V. von Tirol als Berater zugeteilt.
Von 1638 bis 1648 war er vorderösterreichischer Hofkanzler bei Erzherzogin Claudia de’ Medici und dann nach ihrem Tod 1648 Kanzler bei ihrem Sohn Erzherzog Ferdinand Karl. Während seiner Zeit in Tirol erwarb Wilhelm Biener das Schloss Büchsenhausen im Innsbrucker Stadtteil Hötting.

## Politisches Wirken
Biener stärkte gegen den Widerstand der Stände die landesfürstliche Stellung. Er straffte die Verwaltung, ging hart gegen Korruption und Amtsmissbrauch vor und verhinderte ein Herauslösen der geistlichen Fürstentümer Brixen und Trient aus ihren vertraglichen Bindungen mit der gefürsteten Grafschaft Tirol. 
Durch diplomatisches Geschick gelang es ihm, einen Einfall der Franzosen in das Münstertal zu verhindern und Streitigkeiten mit den Bündner Bauern beizulegen, die damals noch offiziell unter Tiroler Oberhoheit standen, praktisch aber Selbständigkeit genossen. Allerdings geriet er in schwere Konflikte mit Isaak Volmar, dem er Inkompetenz vorwarf.
Biener protestierte auch vergeblich gegen den Ausverkauf von Tiroler Herrschaftsrechten an Graubünden, mit dem der verschwenderische Lebensstil Ferdinand Karls finanziert werden sollte. Das Prättigau und das Unterengadin fielen daher an Graubünden. Er kritisierte offen den verschwenderischen Lebensstil Ferdinand Karls und forderte die Abschaffung der Vorrechte für Adelige.

## Verfolgung und Tod

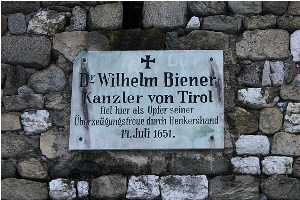
Gedenktafel für Kanzler Wilhelm Biener auf dem Rattenberger Schloßberg

Dem Adel war Bieners politisches Wirken ein Dorn im Auge, da es die soziale und ökonomische Stellung des Adels in Tirol zu gefährden schien. Erzherzog Ferdinand Karl war ein schwacher und unentschlossener Regent, so dass sein Vertrautenkreis ihn gegen den Kanzler aufhetzen konnte. 
Während sich Biener in einer Sitzung befand, ließen seine Gegner sein Haus durchsuchen und angeblich verdächtige Schriftstücke mitnehmen. Biener flüchtete ins Kloster Wilten, um seiner Verhaftung zu entgehen. Der Bischof von Brixen Anton von Crosini war ihm ebenfalls feindlich gesinnt und hob das Asylrecht auf. Von persönlichen und politischen Gegnern 1650 gestürzt, wurde er am 28. August 1650 verhaftet und wegen Hochverrats und Unterschlagung angeklagt. Die meisten Anschuldigungen konnte Biener zwar widerlegen, doch der Prozess war eine abgekartete Angelegenheit, und Biener wurde rechtswidrig zum Tod verurteilt. 
Die Hinrichtung Bieners war für den 17. Juli 1651 im Schlosshof von Rattenberg angesetzt. Bieners Gemahlin stellte ein  Gnadengesuch an den Kaiser, das von diesem auch gewährt wurde. Das Begnadigungsschreiben wurde jedoch wenige Minuten vor der Hinrichtung durch den Tiroler Kammerpräsidenten Schmaus abgefangen. Der Schwertstreich des Henkers war so kräftig, dass nicht nur das Haupt Bieners, sondern auch die vor dem Haupt zum Gebet gefalteten Hände abgetrennt wurden. Als Graf Künigl, der Überbringer der kaiserlichen Begnadigung, in die Burg Rattenberg einritt, hörte dieser bereits das Totenglöcklein läuten.

## Nachwirkung
Wilhelm Biener wurde im Tiroler Kulturkampf zu einer Symbolfigur der liberal-freiheitlichen Opposition in Tirol.
Der Schriftsteller Hermann von Schmid setzte ihm in seinem historischen Roman Der Kanzler von Tirol (1862) ein literarisches Denkmal und stellte ihn als Vertreter der Aufklärung und eines gesamtdeutschen Nationalbewusstseins den Anhängern der Reaktion und des Ultramontanismus gegenüber.
Die Bühnenfassung des Romans aus der Feder des Tiroler Dichters Josef Wenter wird bis heute mit großem Erfolg auf Tiroler Bühnen aufgeführt.
Während der NS-Zeit wurde an der Universität Innsbruck aus der vormaligen Landsmannschaft Tyrol eine Kameradschaft Kanzler Biener des NS-Studentenbundes aufgestellt.